# 大井田氏経
大井田 氏経（おおいだ うじつね）は、南北朝時代の武将。

## 経歴・人物
大井田氏は越後国魚沼郡大井田郷を根拠とする新田支族。正慶2年/元弘3年（1333年）新田義貞が上野国新田庄にて挙兵すると父の経隆や同族の里見・鳥山・羽川・田中氏らと共にこれに合流し鎌倉の戦いに参戦し、北条高時を破る。以後、義貞のもとで諸国を転戦。足利尊氏の東上を阻止すべく備中国福山に拠ったが、足利直義軍と戦い敗れ、のち湊川の戦いにも敗れる。義貞の北陸落ちにも従い、義貞の死後は新田義宗を保護し、信濃国志久見郷の市河氏と3度激闘を繰り広げ、また北陸・武蔵を転戦するなどした。